# گوزنچه
گوزنچه (نام علمی: Mazama) نام یک سرده از زیرخانواده گوزنیان جهان جدید است.

## گونه‌ها
- گوزنچه سرخ (Mazama americana).
- گوزنچه سرخ کوچک or Bororo (Mazama bororo)
- گوزنچه حنایی (Mazama bricenii)
- گوزنچه کوتوله (Mazama chunyi).
- گوزنچه خاکستری (Mazama gouazoubira).
- گوزنچه کوتاه‌قد (Mazama nana).
- گوزنچه قهوه‌ای آمازون (Mazama nemorivaga).
- گوزنچه قهوه‌ای یوکاتان (Mazama pandora).
- گوزنچه سرخ اکوادور (Mazama rufina).
- گوزنچه سرخ آمریکای مرکزی (Mazama temama).